# León-Brücke
Die León-Brücke (bis 2011 Museumsbrücke) ist eine von Dietmar Feichtinger entworfene Fußgängerbrücke in der Hamburger HafenCity. Sie führt in Nordwest-Südost-Richtung vom Dar-es-Salaam-Platz über das westliche Ende des Brooktorhafens zur Wasserseite des Kaispeichers B, der heute Sitz des Internationalen Maritimen Museums Hamburg (IMMH) ist.
Die Brücke wurde im Sommer 2008 als „Museumsbrücke“ eröffnet und 2011 nach der Hamburger Partnerstadt León in Nicaragua benannt.
Vom Dar-es-Salaam-Platz nach Osten zur Brooktorpromenade führt ein namenloser Steg über den ebenfalls namenlosen Verbindungskanal zwischen Holländischbrookfleet/St.-Annen-Fleet und Brooktorhafen. Weiter östlich verlaufen parallel die gemeinsam mit der León-Brücke entworfene Shanghaibrücke und die Ericusbrücke über den Brooktorhafen, weiter südlich verläuft in West-Ost-Richtung die Busanbrücke über den Magdeburger Hafen.

## Entwurf und Konstruktion

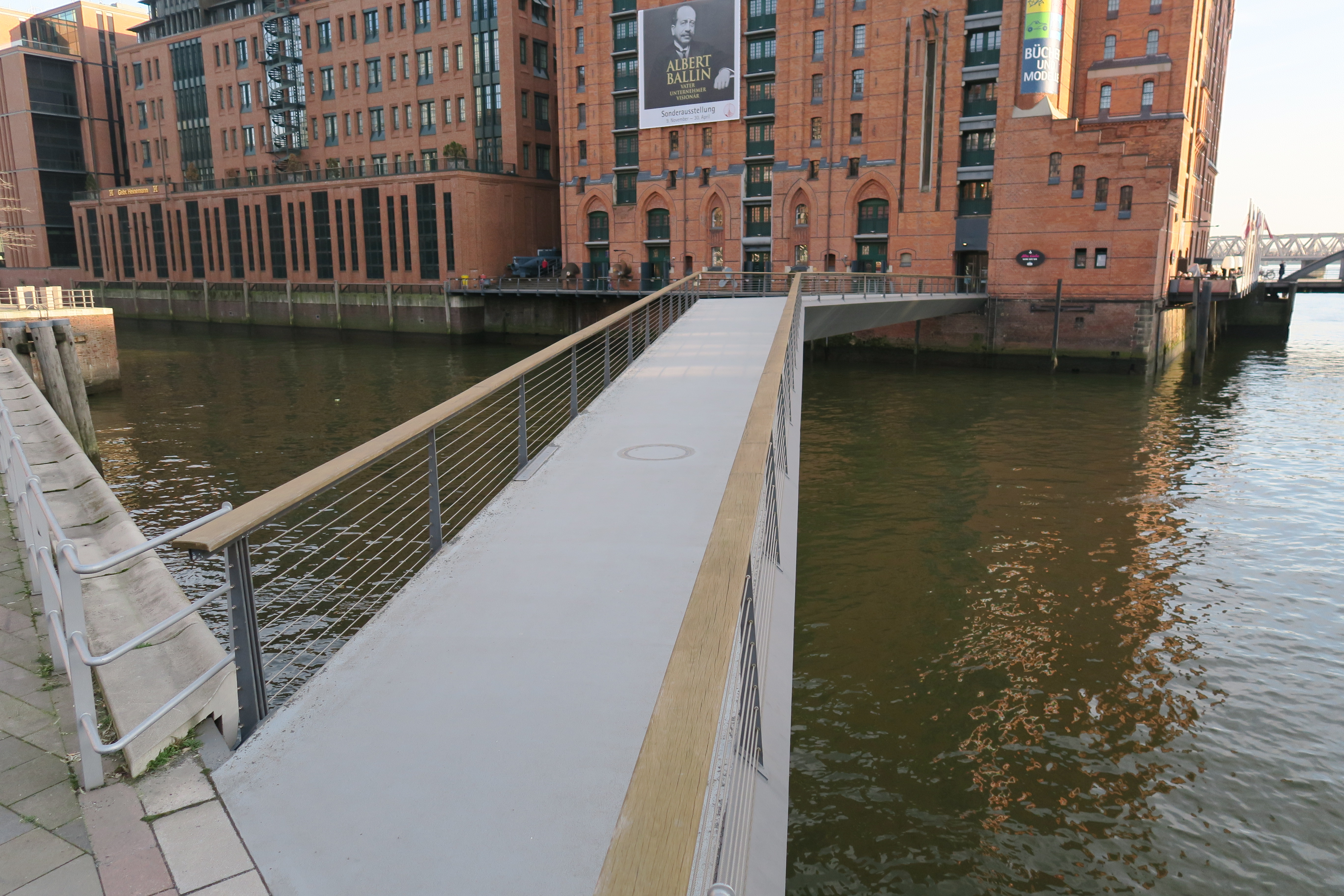
Der „Knick“ in der Mitte der Brücke.

Die León-Brücke ist ein Entwurf des Architekten Dietmar Feichtinger in Form einer gevouteten Balkenbrücke aus einem stählernen Hohlkasten. Die Ausführungsplanung des Ingenieurbauwerks erfolgte durch WTM Engineers.
Eine gestalterische Besonderheit ist, dass die Brücke im Grundriss nicht gerade verläuft, sondern auf halbem Weg und zugleich an ihrer breitesten Stelle einen nicht abgestützten Knick von 25° aufweist. Dies ist weltweit einzigartig und soll die Funktion der Brücke als Aussichtspunkt auf Magdeburger Hafen und Brooktorhafen unterstreichen und ihr nach Aussage Feichtingers einen „objekthaften Charakter“ verleihen. Dies führt zu erschwerten statischen Bedingungen, weil wegen der Schifffahrt im Brooktorhafen 70 Meter stützenfrei überspannt werden müssen. Dafür war ein 1000 Tonnen schweres Betonfundament am Ufer erforderlich, an dem die 80 Tonnen schwere Brücke verankert ist. Dieses Fundament muss auch ein Drehmoment um die Längsachse der anliegenden Brückenhälfte aufnehmen, das durch das aus Sicht dieser Achse rechts auskragenden zweiten Brückenhälfte entsteht. Am Kaispeicher liegt die Brücke auf einem beweglichen Lager auf, das Längenänderungen durch Belastung und Temperaturschwankungen ausgleicht und das historische Speichergebäude schützt.
Die Gestaltung der León-Brücke ist schlicht. Auf dem Stahlkörper der Brücke, der nachts beleuchtet ist, ist ein Geländer aus Stahl und Holz angebracht.